# ローレンス・フィッシュバーン
ローレンス・ジョン・フィッシュバーン（Laurence John Fishburne, 1961年7月30日 - ）は、アメリカ合衆国の俳優。ラリー・フィッシュバーンとも（Larry は Laurence の短縮型）。1982年の『ロサンゼルス』では Laurence John Fishburne III 名でクレジットされている。

## 来歴

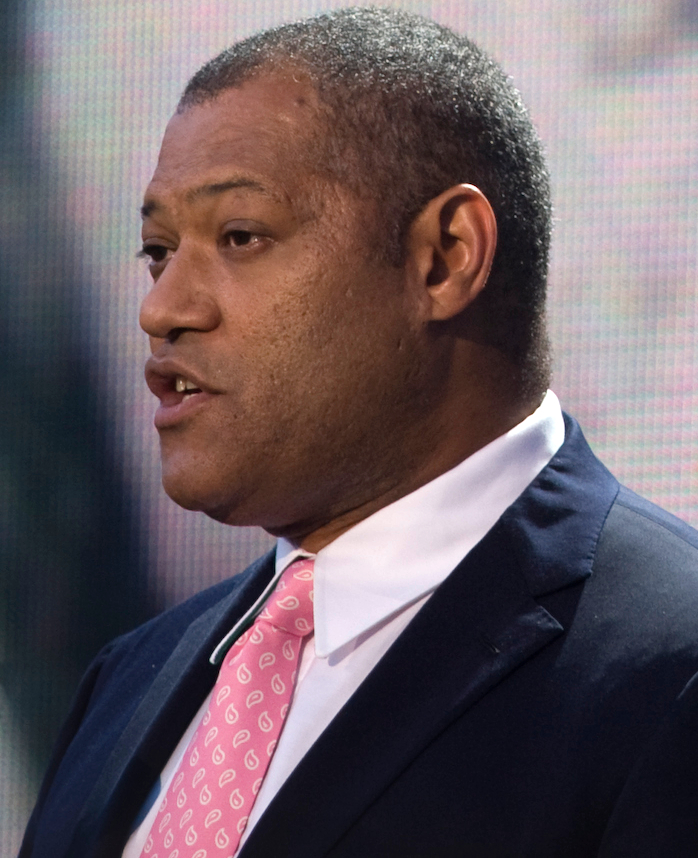
2009年

ジョージア州で生まれ、ニューヨークで育つ。12歳よりソープ・オペラに出演し、オフ・ブロードウェイの舞台にも立つ。
18歳の時、フランシス・フォード・コッポラの『地獄の黙示録』に出演。
1988年、アーノルド・シュワルツェネッガー主演の『レッドブル』で共演して広く知られた。
『TINA ティナ』ではアカデミー主演男優賞候補になり、『マトリックス』三部作でのモーフィアス役で有名となり、ハリウッド俳優としての確固たる地位を築いた。
2008年8月、降板するウィリアム・ピーターセンにかわって『CSI:科学捜査班』第9シーズンから主演する事が発表された。『CSI』は2011年に降板している。これに伴い、フィッシュバーンの後任にはテッド・ダンソンが起用された。
日本のアニメのファンであり、『マトリックス』には監督のウォシャウスキー兄弟から「日本のアニメのライブアクション版といった感じにしたい」という話を聞き自ら飛びついたという。好きなアニメは『AKIRA』、『攻殻機動隊』、『獣兵衛忍風帖』、『北斗の拳』、『クライング・フリーマン』、『妖獣都市』など。

## 私生活
1985年、女優ハイナ・O・モスと結婚した。モスとの間にラングストン（1987年生）、モンタナ（1991年生）という2人の子供がいる。モンタナは2010年にポルノ女優としてデビューしており、その事が原因でフィッシュバーンとは縁を切ったと報道された。モスとは1990年代に離婚している。2002年9月22日に『マトリックス リローデッド』の撮影で出会った女優のジーナ・トレスと結婚した。トレスとの間にデリラ（2007年生）という子供がおり、ハリウッドで暮らしている。トレスとは2016年10月に別居し、2017年11月に離婚を申請。2018年4月16日に離婚が成立した。

## 主な出演作品

### 映画
| 公開年 | 邦題 原題                                                                        | 役名                                    | 備考                           | 吹き替え                                                                       |
| ------ | -------------------------------------------------------------------------------- | --------------------------------------- | ------------------------------ | ------------------------------------------------------------------------------ |
| 1975   | Cornbread, Earl and Me                                                           | ウィルフォード・ロビンソン              |                                | N/A                                                                            |
| 1979   | ザ・ドロッパーズ Fast Break                                                      | ストリート・キッズ                      |                                |                                                                                |
| 1979   | 地獄の黙示録 Apocalypse Now                                                      | タイロン・ミラー                        |                                | 田中和実（日本テレビ版） 二又一成（テレビ東京版） 小森創介（特別完全版）       |
| 1980   | ウィリーとフィル 危険な関係 Willie & Phil                                        | ウィルソン                              |                                |                                                                                |
| 1982   | ロサンゼルス Death Wish II                                                       | カッター                                |                                | 佐藤正治（日本テレビ版） 大友龍三郎（テレビ朝日版）                            |
| 1983   | ランブルフィッシュ Rumble Fish                                                   | ミジット                                |                                |                                                                                |
| 1984   | コットンクラブ The Cotton Club                                                   | バンピー・ローデス                      |                                | 山野井仁（ソフト版） 沢木郁也（TBS版）                                         |
| 1985   | カラーパープル The Color Purple                                                  | スウェイン                              |                                | 荒川太郎（TBS版）                                                              |
| 1986   | クイックシルバー Quicksilver                                                     | ブードゥー                              |                                |                                                                                |
| 1986   | マイアミ5 Band of the Hand                                                       | クリーム                                |                                |                                                                                |
| 1987   | エルム街の悪夢3 惨劇の館 A Nightmare on Elm Street 3: Dream Warriors             | マックス                                |                                |                                                                                |
| 1987   | 友よ、風に抱かれて Gardens of Stone                                              | フラナガン                              |                                |                                                                                |
| 1987   | チェリー2000 Cherry 2000                                                         | グルー・グルーの弁護士                  |                                | 古田信幸（テレビ東京版）                                                       |
| 1988   | スクール・デイズ School Daze                                                     | ダップ                                  |                                |                                                                                |
| 1988   | レッドブル Red Heat                                                              | チャーリー・スタッブス警部補            |                                | 小島敏彦（ソフト版） 野島昭生（テレビ朝日版）                                  |
| 1990   | キング・オブ・ニューヨーク King of New York                                      | ジミー・ジャンプ                        |                                |                                                                                |
| 1990   | ミリタリー・ブルース Cadence                                                     | ストークス                              |                                |                                                                                |
| 1991   | 訴訟 Class Action                                                                | ニック・ホルブロック                    |                                | 菅生隆之                                                                       |
| 1991   | ボーイズ'ン・ザ・フッド Boyz n the Hood                                          | フリュアス・スタイルズ                  |                                | 池田勝                                                                         |
| 1992   | ディープ・カバー Deep Cover                                                      | ラッセル・スティーヴンス / ジョン・ハル |                                |                                                                                |
| 1993   | TINA ティナ What's Love Got to Do with It                                        | アイク・ターナー                        | アカデミー主演男優賞ノミネート | 山寺宏一                                                                       |
| 1993   | ボビー・フィッシャーを探して Searching for Bobby Fischer                         | ヴィニー                                |                                | 菅原正志                                                                       |
| 1995   | ハイヤー・ラーニング Higher Learning                                             | フィップス教授                          |                                |                                                                                |
| 1995   | バッド・カンパニー/欲望の危険な罠 Bad Company                                    | ネルソン・クロウ                        |                                |                                                                                |
| 1995   | 理由 Just Cause                                                                  | タミー・ブラウン保安官                  |                                | 大塚明夫（ソフト版） 石塚運昇（テレビ東京版）                                  |
| 1995   | ブラインド・ヒル The Tuskegee Airmen                                             | ハンニバル・リー                        | テレビ映画                     | 小杉十郎太                                                                     |
| 1995   | オセロ Othello                                                                   | オセロ                                  |                                | 玄田哲章                                                                       |
| 1996   | F.L.E.D./フレッド Fled                                                           | チャールズ・パイパー                    |                                | 江原正士                                                                       |
| 1997   | ミス・エバーズ・ボーイズ〜黒人看護婦の苦悩 Miss Evers' Boys                      | ケイレブ・ハンフリーズ                  | テレビ映画 兼製作総指揮        | 斎藤志郎                                                                       |
| 1997   | イベント・ホライゾン Event Horizon                                               | ミラー船長                              |                                | 菅原正志                                                                       |
| 1997   | 奴らに深き眠りを Hoodlum                                                         | エルスワーズ・“バンビー”・ジョンソン    | 兼製作総指揮                   | 玄田哲章                                                                       |
| 1999   | マトリックス The Matrix                                                          | モーフィアス                            |                                | 玄田哲章（ソフト版） 内海賢二（フジテレビ版） 最上嗣生（フジテレビ版追加録音） |
| 2001   | バクテリア・ウォーズ Osmosis Jones                                               | スラックス                              | 声の出演                       |                                                                                |
| 2001   | マトリックス リビジテッド Matrix Revisited                                       | モーフィアス                            |                                | （吹き替え版なし）                                                             |
| 2003   | バイカーボーイズ Biker Boyz                                                      | スモーク                                |                                | 宝亀克寿                                                                       |
| 2003   | マトリックス リローデッド The Matrix Reloaded                                    | モーフィアス                            |                                | 玄田哲章（劇場公開版） 内海賢二（フジテレビ版）                                |
| 2003   | ミスティック・リバー Mystic River                                                | ホワイティ・パワーズ                    |                                | 石塚運昇                                                                       |
| 2003   | マトリックス レボリューションズ The Matrix Revolutions                           | モーフィアス                            |                                | 玄田哲章（劇場公開版） 内海賢二（フジテレビ版）                                |
| 2005   | アサルト13 要塞警察 Assault On Precinct 13                                       | マリオン・ビショップ                    |                                | 屋良有作（ソフト版） 玄田哲章（テレビ朝日版）                                  |
| 2005   | キスキス,バンバン Kiss Kiss Bang Bang                                            | ジェネロスビールのCMのクマ              | 声の出演、クレジットなし       | 不明                                                                           |
| 2006   | ドリームズ・カム・トゥルー Akeelah and the Bee                                   | ドクター・ララビー                      |                                | 佐々木誠二                                                                     |
| 2006   | ミッション:インポッシブル3 Mission: Impossible III                               | セオドア・ブラッセル局長                |                                | 石塚運昇（劇場公開版） 玄田哲章（フジテレビ版）                                |
| 2006   | 5フィンガーズ Five Fingers                                                       | アーマット                              | 日本劇場未公開                 | 菅生隆之                                                                       |
| 2006   | ボビー Bobby                                                                     | エドワード・ロビンソン                  |                                | 乃村健次                                                                       |
| 2007   | TMNT                                                                             | ナレーター                              | 声の出演                       | 玄田哲章                                                                       |
| 2007   | ファンタスティック・フォー:銀河の危機 Fantastic Four: Rise of the Silver Surfer  | シルバーサーファー                      | 声の出演                       | 右門青寿                                                                       |
| 2007   | ボビーZ The Death and Life of Bobby Z                                            | タッド・クルーズ                        |                                | 石塚運昇                                                                       |
| 2008   | ラスベガスをぶっつぶせ 21                                                        | コール・ウィリアムス                    |                                | 大塚明夫                                                                       |
| 2008   | ディープ・アンダーカバー Tortured                                                | アーチー・グリーン                      | ビデオ作品                     | 銀河万丈                                                                       |
| 2009   | アーマード 武装地帯 Armored                                                      | ベインズ                                |                                | 江川央生                                                                       |
| 2010   | プレデターズ Predators                                                           | ノーランド                              |                                | 玄田哲章                                                                       |
| 2011   | コンテイジョン Contagion                                                         | エリス・チーヴァー博士                  |                                | 玄田哲章                                                                       |
| 2013   | コロニー5 The Colony                                                             | ブリッグス                              |                                | 江川央生                                                                       |
| 2013   | マン・オブ・スティール Man of Steel                                              | ペリー・ホワイト                        |                                | 石塚運昇                                                                       |
| 2013   | サバンナ・アドベンチャー Khumba                                                  | セコ                                    | 声の出演                       | 古賀明                                                                         |
| 2014   | ライド・アロング〜相棒見習い〜 Ride Along                                        | オマー                                  |                                | 石塚運昇                                                                       |
| 2014   | シグナル The Signal                                                              | デイモン                                |                                | 玄田哲章                                                                       |
| 2014   | 君が生きた証 Rudderless                                                          | デル                                    |                                | （吹き替え版なし）                                                             |
| 2016   | スタンドオフ Standoff                                                            | 殺し屋                                  | 兼製作総指揮                   | 菊池康弘                                                                       |
| 2016   | バットマン vs スーパーマン ジャスティスの誕生 Batman v Superman: Dawn of Justice | ペリー・ホワイト                        |                                | 石塚運昇                                                                       |
| 2016   | パッセンジャー Passengers                                                        | ガス・マンキューゾ                      |                                | 玄田哲章                                                                       |
| 2017   | ジョン・ウィック:チャプター2 John Wick: Chapter 2                                | バワリー・キング                        |                                | 玄田哲章                                                                       |
| 2017   | 30年後の同窓会 Last Flag Flying                                                  | リチャード・ミューラー                  |                                | （吹き替え版なし）                                                             |
| 2018   | アントマン&ワスプ Ant-Man and the Wasp                                           | ビル・フォスター                        |                                | 壤晴彦                                                                         |
| 2018   | 運び屋 The Mule                                                                  | 主任特別捜査官                          |                                | 相沢まさき（ソフト版） 玄田哲章（BSテレ東版）                                  |
| 2019   | ジョン・ウィック:パラベラム John Wick: Chapter 3 - Parabellum                    | バワリー・キング                        |                                | 玄田哲章                                                                       |
| 2019   | バーナデット ママは行方不明 Where'd You Go, Bernadette                           | ポール・ジェリネック                    |                                | （吹き替え版なし）                                                             |
| 2019   | ドラッグ・チェイサー Running with the Devil                                      | The Man                                 |                                | 林直樹                                                                         |
| 2021   | Under the Stadium Lights                                                         | Harold Christian                        |                                | N/A                                                                            |
| 2021   | アイス・ロード The Ice Road                                                      | ジム・ゴールデンロッド                  |                                | 玄田哲章                                                                       |
| 2021   | マトリックス レザレクションズ The Matrix Resurrections                           | モーフィアス                            | アーカイブ映像                 | 玄田哲章                                                                       |
| 2022   | オールド・ナイフ 〜127便の真実〜 All the Old Knives                              | ヴィック・ウォリンジャー                |                                | 玄田哲章                                                                       |
| 2022   | スクール・フォー・グッド・アンド・イービル The School for Good and Evil          | 学院長                                  |                                | 玄田哲章                                                                       |
| 2023   | ジョン・ウィック:コンセクエンス John Wick: Chapter 4                             | バワリー・キング                        |                                | 玄田哲章                                                                       |
| 2024   | メガロポリス（原題） Megalopolis                                                 | Fundi Romaine                           |                                |                                                                                |
| 2024   | Slingshot                                                                        | フランクス船長                          |                                |                                                                                |
| 2024   | トランスフォーマー/ONE Transformers One                                          | アルファトライオン                      | 声の出演                       | 玄田哲章                                                                       |
| 2024   | Cellar Door                                                                      | エメット                                |                                |                                                                                |
| 2025   | アマチュア The Amateur                                                           | ヘンダーソン                            | ポストプロダクション           | 玄田哲章                                                                       |
| 2025   | Snakes                                                                           | The Collector                           | 声の出演 兼製作                |                                                                                |
| TBA    | The Astronaut                                                                    | General William Harris                  | ポストプロダクション           |                                                                                |

### テレビ
| 放映年    | 邦題 原題                                                    | 役名                          | 備考                                                                  | 吹き替え |
| --------- | ------------------------------------------------------------ | ----------------------------- | --------------------------------------------------------------------- | -------- |
| 1986      | ヒルストリート・ブルース Hillstreet Blues                    | モーリス・ヘインズ            | 計1話出演                                                             |          |
| 1986      | 特捜刑事マイアミ・バイス MiamiVice                           | ケラー看守                    | シーズン3第4話「潜入指令！地獄の刑務所」 ラリー・フィッシュバーン名義 | 笹岡繁蔵 |
| 1987      | 私立探偵スペンサー Spenser: For Hire                         | デビッド・ムカンデ            | 計1話出演                                                             |          |
| 2008-2011 | CSI:科学捜査班 CSI: Crime Scene Investigation                | レイモンド・ラングストン博士  | 計61話出演                                                            | 銀河万丈 |
| 2009      | CSI:マイアミ CSI: Miami                                      | レイモンド・ラングストン博士  | シーズン8第7話「CSI:トリロジー」                                      | 銀河万丈 |
| 2009      | CSI:ニューヨーク CSI: NY                                     | レイモンド・ラングストン博士  | シーズン6第7話「CSI:トリロジー」                                      | 銀河万丈 |
| 2013-2015 | ハンニバル Hannibal                                          | ジャック・クロフォード        | 計39話出演                                                            | 玄田哲章 |
| 2016      | ROOTS/ルーツ Roots                                           | アレックス・ヘイリー          | ミニシリーズ、計3話出演                                               |          |
| 2017      | Madiba                                                       | ネルソン・マンデラ            | ミニシリーズ、計6話出演                                               | N/A      |
| 2020      | さらば! 2020年 Death to 2020                                 | ナレーター                    | Netflixテレビスペシャル                                               |          |
| 2021      | MacGruber                                                    | General Barrett Fasoose       | 計7出演                                                               | N/A      |
| 2021      | さらば! 2021年 Death to 2021                                 | ナレーター                    | Netflixテレビスペシャル                                               |          |
| 2023      | ムーンガール&デビル・ダイナソー Moon Girl and Devil Dinosaur | ビヨンダー ビル・フォスター   | 声の出演 兼製作総指揮                                                 |          |
| 2023-2024 | ホワット・イフ...? What If...?                               | ビル・フォスター / ゴライアス | 計2話声の出演                                                         |          |
| 2024      | クリッパーズ Clipped                                         | ドック・リバース              | ミニシリーズ、計6話出演                                               |          |

## 日本語吹き替え
主に担当しているのは、以下の人物である。
玄田哲章
『オセロ』で初担当。声のみの出演も含めて、最も多く吹き替えを担当している。
石塚運昇
『理由』（テレビ東京版）で初担当。玄田の次に多く吹き替えていた。
銀河万丈
『CSI:科学捜査班』のレイモンド・ラングストン博士役などを担当。
このほかにも、内海賢二、大塚明夫、菅原正志、江川央生、菅生隆之なども複数回、声を当てている。